# Элвис на гастролях
«Элвис на гастролях» (англ. Elvis on Tour) — документальный музыкальный фильм 1972 года, выпущенный кинокомпанией «Metro-Goldwyn-Mayer». Фильм-лауреат премии «Золотой Глобус». Это тридцать третий и заключительный фильм с участием американского певца Элвиса Пресли в главной роли. Премьера фильма состоялась 1 ноября 1972 года.

## Обзор
Фильм является продолжением документального фильма 1970 года «Элвис: Всё, как есть». Фильм снят в период серии гастролей музыканта, запланированных по 15 городам Соединенных Штатов в апреле 1972 года. Рабочее название фильма — Standing Room Only (альбом-саундтрек первоначально планировался к выходу именно с этим рабочим названием фильма, но тем не менее, никогда не был выпущен официально). «Элвис на гастролях» — единственный фильм Пресли, не сопровождавшийся выпуском саундтрека. Фильм также содержит кадры и фотографии выступлений Элвиса на Шоу Эда Салливана в 1956 году.
Согласно книге «Элвис: Его Жизнь от А до Я» Фреда Л. Ворса и Стива Тамериуса, среди людей работавших над фильмом, был известный американский кинорежиссёр, продюсер и сценарист Мартин Скорсезе, отвечавший за киномонтаж фильма, а также Дэвид Дрепер, работавший над фильмом «Мистер вселенная». Режиссёрами фильма выступили Роберт Абель и Пьер Адидж.
Фильм «Элвис на гастролях» был удостоен премии «Золотой Глобус» 1972 года в номинации «Лучший документальный фильм». В фильмографии Пресли, этот фильм стал единственным, выигравшим какую-либо кинопремию. По сообщениям, во время вечерней церемонии награждения, музыкант находился в своём имении Грейсленд. Когда Пресли узнал о победе, он выбежал из дома с криками: «Сукин сын, мы выиграли „Золотой Глобус“!» (англ. Son Of a Bitch, we’ve won the Golden Globe).
Несмотря на многочисленные предложения актёрских ролей, поступавшие актёру в последующие несколько лет, включая предложение о съёмках в фильме 1976 года — «Звезда родилась» с участием Барбры Стрейзанд, музыкант не продолжил своей актёрской карьеры. Кадры из фильма «Элвис на гастролях» позже были использованы в документальном фильме — «Это Элвис», выпущенного в начале 1980-х.

## Содержание

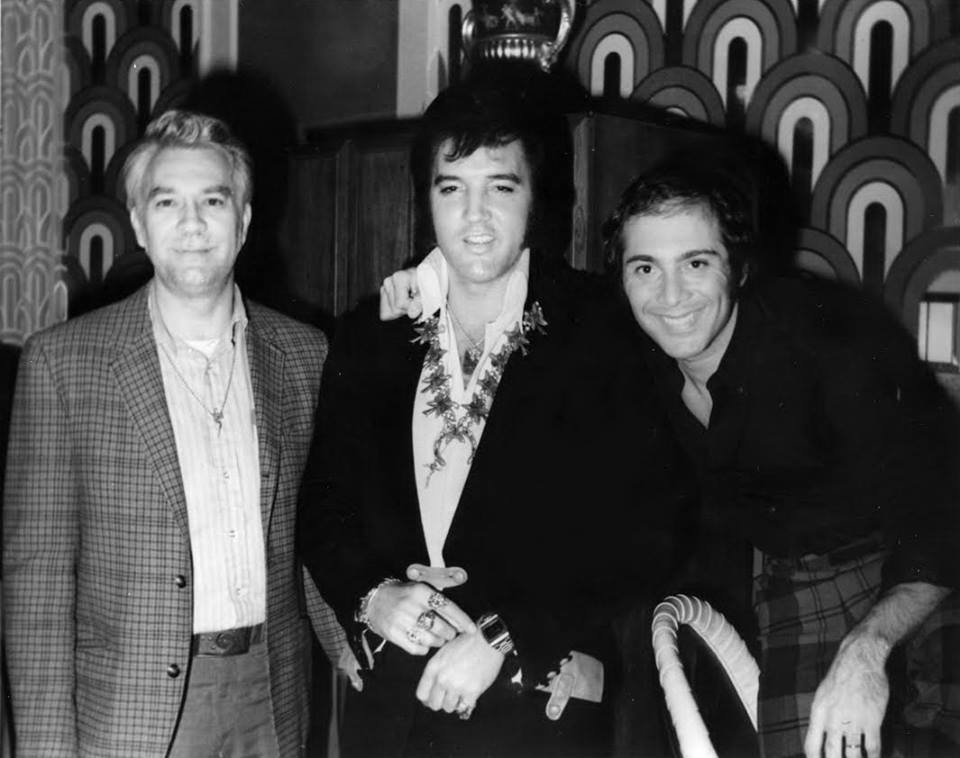
Слева направо: Билл Портер, Элвис и Пол Анка. Лас-Вегас, 1972 год

Фильм начинается с показа одного из выступлений музыканта, на котором Пресли исполняет песню Johnny B. Goode. Элвис заснят в момент, когда он, нервно ожидает за кулисами выхода на сцену и вскоре появляется на глазах у восторженной публики. В фильме широко использован зеркальный эффект.
«Мой папа видел много людей, которые играли на гитарах, объедались и не работали. Поэтому, он сказал мне: ты должен решить, будешь ли ты играть на гитаре или будешь электриком. Я никогда не видел гитариста, который чего-нибудь стоил».

— Элвис Пресли, вводная часть фильма «Элвис на гастролях»
Часть показанных в фильме концертов смонтированы с редкими кадрами шоу Эда Салливана, армейской жизни музыканта и кадрами, на которых Элвис одет в свой знаменитый концертный костюм золотого цвета.
Далее, музыкант показывается за работой над записью песни Seperate Ways в звукозаписывающей студии и другими песнями, получившими известность в 1970-е годы. Особое внимание уделяется выходам музыканта из отелей, в которых он останавливался во время гастролей и концертных залов, а также сценам поцелуев музыканта с его особо страстными поклонников. Многие из сцен с поцелуями из кинофильмов, выпущенных студией «Metro-Goldwyn-Mayer», были отредактированы и также впервые показаны в этом фильме.
Наибольшее внимание в фильме уделено ностальгии и хорошей музыке ушедших лет. Как и во многих шоу Элвиса, почти каждое действие заканчивается финальным исполнением песни «Can't Help Falling in Love». По окончании концерта Элвис быстро удаляется за кулисы, где ожидает свой лимузин, который по традиции шоу с участием музыканта, увозит его же сразу после выступления. Многие из эпизодов фильма сопровождаются мелодией — «Memories», ставшей великолепным музыкальным сопровождением к происходящему на экране.

## Оригинальная трансляция (1972)
Все песни исполнены Элвисом Пресли, исключая песни с примечаниями о других авторах.
- «Johnny B. Goode»
- «Also Sprach Zarathustra/Opening Vamp» (исполнено Оркестром Джо Гуеркайо)
- «See See Rider»
- «Polk Salad Annie»
- «Separate Ways»
- «Proud Mary»
- «Never Been To Spain»
- «Burning Love»
- «Lighthouse»
- «Lead Me, Guide Me»
- «Bosom Of Abraham»
- «Love Me Tender»
- «I, John»
- «Bridge Over Troubled Water»
- «Funny How Time Slips Away»
- «An American Trilogy»
- «I Got a Woman/Amen»
- «You Gave Me A Mountain»
- «Sweet Sweet Spirit» (исполнено J.D. Sumner и Stamps Quartet)
- «Lawdy Miss Clawdy»
- «Can’t Help Falling in Love»
- «Closing Vamp» (исполнено оркестром Джо Гуеркайо)
- «Memories»

## Состав музыкантов
- Джеймс Бертон — гавайская гитара
- Джон Уилкинсон — ритм-гитара
- Глен Хардин — фортепиано
- Чарли Хадж — гитара и вокал
- Джерри Шефф — бас-гитара
- Ронни Тат — барабаны
- Sweet Inspirations — бэк-вокалы
- J.D Sumner & Stamps Quartet — бэк-вокалы
- Кэти Вестморленд — бэк-вокал
- Оркестр под управлением Джо Гуеркайо

## Даты премьер
Даты приведены в соответствии с данными kinopoisk.ru.
- США — 1 ноября 1972
- Япония — 2 декабря 1972
- Швеция — 13 мая 1973
- Финляндия — 31 августа 1973

## Слоган фильма
«MGM presents a very different motion picture that captures all the excitement of ELVIS LIVE!»

## Концерты, показанные в фильме
- Колизей, Хэмптон-Роудс, Виргиния, 9 апреля 1972 (вечернее шоу)
- Колизей, Ричмонд, Виргиния, 10 апреля 1972
- Колизей, Гринсборо, Северная Каролина, 14 апреля 1972 (вечернее шоу)
- Конференц-центр, Сан-Антонио, Техас, 18 апреля 1972

## Издание
Переизданная версия фильма в формате VHS 1997 года была отрицательно воспринята зрителями из-за отсутствия широкоформатного изображения, присутствовавших на всех, ранее выпущенных копиях фильма в формате VHS. В 2009 году фильм был впервые выпущен на DVD.

## Музыкальные издания
- «Элвис на гастролях — Репетиции» (выпущены под лейблом Sony/BMG «Follow That Dream Collector»)
- Бокс-сет 2003 года — «Close Up» (4 CD содержит полный коллекцию записей выступления в Сан-Антонио).
- Записи репетиций и всех четырёх шоу были выпущены неофициально.

### «Elvis: Standing Room Only» (Special Edition)
23 марта 2009 лейбл «Follow That Dream Collector» выпустил CD Standing Room Only (двойной набор компакт-дисков в формате 7" из серии классических альбомов). Это первый релиз с записями из фильма «Элвис на гастролях», представляющий обширное музыкальное содержание. Альбом также был выпущен в формате виниловой пластинки.

#### Диск 1 — Альбом
- «Separate Ways» 2:35 *
- «Never Been To Spain» 3:25
- «You Gave Me A Mountain» 3:13
- «For The Good Times» 3:08 *
- «Fool» 2:41 *
- «The Impossible Dream» 2:28
- «Burning Love» 2:50 *
- «Always On My Mind» 3:37 *
- «It’s A Matter Of Time» 3:02 *
- «It’s Over» 2:18
- «It’s Impossible» 2:52
- «Where Do I Go From Here» 2:37 *
- «An American Trilogy» 4:28

##### Бонус-треки
- «Little Sister/Get Back» 1:54
- «All Shook Up» 1:02
- «(Let Me Be Your) Teddy Bear/Don't Be Cruel» 1:48
- «Hound Dog» 2:11
- «A Big Hunk O' Love» 1:59

*помеченные звёздочкой — студийные записи

#### Диск 2 — The Studio Outtakes
- «Always On My Mind» — take 2 3:59
- «Where Do I Go From Here» — take 2 2:37
- «Separate Ways» — takes 1, 2, 3, 4, 5, 11, 12, 13, 20 & 21 (undubbed master) 10:27
- «For The Good Times» — takes 1-2 3:40
- «Burning Love» — take 2 3:00
- «Where Do I Go From Here» — takes 3-5 3:28
- «Always On My Mind» — take 3 3:33
- «Fool» — take 1 4:02
- «Where Do I Go From Here» — take 6 2:30
- «It’s A Matter Of Time» — takes 1-4 6:08
- «For The Good Times» — take 3 3:16
- «Always On My Mind» — take 4 3:43
- «Burning Love» — takes 3-4 5:35
- «Separate Ways» — takes 22-25 5:16
- «Where Do I Go From Here» — takes 7 & 8 (undubbed master) 4:07